# Ctenopharynx intermedius
Espèce
Statut de conservation UICN

 LC  : Préoccupation mineure
Ctenopharynx intermedius est une espèce de poissons de la famille des Cichlidés endémique du lac Malawi en Afrique.